# Utrechtse Taalniveau Test
De Utrechtse Taalniveau Test, kortweg UTANT, is een geobjectiveerde beoordelingsschaal die de vorderingen in taalverwerving bij Nederlandstalige kinderen tussen 4 en 7 jaar vaststelt.

## Ontstaan
In de jaren 1960 waren de compensatieprogramma's voor sociaal achtergestelde kinderen voorwerp van onderzoek bij universitaire pedagogen. In de Utrechtse universiteit ontwikkelde men daartoe in 1967 een instrument om het taalniveau (en de vorderingen daarin) objectief te kunnen vaststellen. Deze experimentele versie werd in 1977 als UTANT uitgegeven, mede dankzij de inmiddels verzamelde empirische gegevens.
De test bestaat uit vier subtests:
- Passieve Woordenschat
- Analogieën en Tegenstellingen
- Morfologische regels, elementaire kennis van grammaticale regels.
- Bedenken en Benoemen, probeert de verbale (spontane) productie te meten.

Zoals bij andere taalniveau-tests blijkt hieruit een vrij grote overlapping met het meten van verbale intelligentie.

## Gebruik
In de regel wordt de test afgenomen door een universitair gevormde psycholoog, pedagoog of logopedist. De testomstandigheden, de afname en de beoordeling van de prestaties van het kind worden strikt gestandaardiseerd.
De oorspronkelijke opzet — de resultaten van verrijkingsprogramma's evalueren — is verruimd naar algemeen onderzoek van kinderen in een bijzondere taalsituatie, zoals gehoorgestoorde kinderen, kinderen met een anderstalige of tweetalige achtergrond, of kinderen van wie vermoed wordt dat zij (verbaal) zeer intelligent zijn.
De test is uitgebreid genormeerd, maar alleen in Nederland, waardoor ze minder bruikbaar is in Vlaanderen, waar de Reynell Taalontwikkelingsschaal (RTOS) meer gebruikt wordt.

## Bron
- Kohnstamm, G.A. & Sanavro F., UTANT 4-7, De Utrechtse Taalniveau Test voor 4-7-jarigen, Swets & Zeitlinger, Amsterdam, 1980.